# Folkbildning i Göteborg
I Göteborg finns åtta folkhögskolor och samtliga tio studieförbund är representerade. Studieförbunden och folkhögskolorna har olika profiler och inriktningar och tillsammans erbjuder de tillgång till livslångt lärande och kulturupplevelser för de flesta människorna och målgrupperna i Göteborg.

## Studieförbundens verksamhet i Göteborg

### Folkbildning
Folkbildningen är grunden i studieförbundens verksamhet och den kännetecknas av ett fritt och frivilligt lärande. Studieförbunden erbjuder studiecirklar och kurser för allmänheten och för sina medlemsorganisationer. Några studieförbund har stort öppet kursutbud inom framförallt estetiska ämnen, språk, samhällsorientering, livsåskådning, data, hälsa och natur. Många grupper och föreningar samverkar med ett studieförbund kring cirklar för sina medlemmar och funktionärer. Även helt privata små studiegrupper kan vända sig till ett studieförbund och få hjälp med att starta en kamratcirkel.
Studiecirklarna uppbär ett statsbidrag och ett kommunbidrag för studiecirklarna. 
Studieförbunden anordnar även kulturprogram i samverkan med organisationer, institutioner och kulturarbetare, till exempel konserter, teaterföreställningar, litteraturkvällar, föreläsningar, vernissager och guidade turer. Även kulturprogram stöds genom stats- och kommunbidrag.

### Övrig verksamhet
Flera studieförbund är uppdragstagare för Vuxenutbildningsförvaltningen i Göteborgs kommun och genomför både Komvux-kurser och Sfi-undervisning. Uppdragen upphandlas genom anbudsförfarande.
Några studieförbund anordnar två- eller treåriga så kallade kompletterande utbildningar eller yrkeshögskoleutbildningar som lyder under YH-myndigheten. Studieförbunden driver även arbetsmarknadsutbildning och -projekt exempelvis på uppdrag av arbetsförmedlingen.

## Lista över studieförbunden i Göteborg
- Arbetarnas bildningsförbund (ABF)
- Folkuniversitetet
- Ibn Rushd (studieförbund)
- Kulturens Bildningsverksamhet
- Medborgarskolan
- NBV
- Sensus studieförbund
- Studiefrämjandet
- Studieförbundet Bilda
- Studieförbundet Vuxenskolan

## Lista över folkhögskolorna i Göteborg
- Arbetarrörelsens folkhögskola i Göteborg[5]
- Angered folkhögskola[6]
- Göteborgs folkhögskola[7]
- Interkulturella folkhögskolan[8].
- Kvinnofolkhögskolan[9]
- Mo Gård folkhögskola[10]. Filial i Göteborg[11].
- Mångkulturella folkhögskolan - en del av Finska folkhögskolan[12].
- S:ta Elisabets folkhögskola[13].
- Vinga folkhögskola[14]